# Aldabrinus aldabrinus
Aldabrinus aldabrinus es una especie de arácnido del orden Pseudoscorpionida de la familia Olpiidae.

## Distribución geográfica
Se encuentra en la isla de Aldabra.